# Xã Kaneville, Quận Kane, Illinois
Xã Kaneville (tiếng Anh: Kaneville Township) là một xã thuộc quận Kane, tiểu bang Illinois, Hoa Kỳ. Năm 2010, dân số của xã này là 1.264 người.